# 萊頓斯通站
萊頓斯通站（英語：Leytonstone tube station）是倫敦地鐵的一個車站。萊頓斯通站是中央線的車站，位於倫敦第3及第4收費區的交界處。萊頓斯通站開通於1856年8月22日。